# 25 degrés en hiver
Pour plus de détails, voir Fiche technique et Distribution.
25 degrés en hiver est un film franco-belge réalisé par Stéphane Vuillet et sorti en 2004.

## Synopsis
Il va faire chaud à Bruxelles ce 12 janvier.
À vive allure sur une bretelle d'autoroute roule un véhicule, décoré du logo d'une agence de voyages, qui transporte Miguel (joué par Jacques Gamblin) avec sa fille (Raphaëlle Molinier), sa mère (Carmen Maura), et une jeune Ukrainienne (Ingeborga Dapkūnaitė) qui a passé clandestinement les frontières pour, elle l'espère, retrouver son mari disparu.

## Fiche technique
Sauf indication contraire, les informations mentionnées dans cette section peuvent être confirmées par la base de données cinématographiques IMDb,  présente dans la section « Liens externes ».
- Réalisation : Stéphane Vuillet
- Scénario : Stéphane Malandrin, Pedro Romero, Stéphane Vuillet
- Photographie : Walther van den Ende
- Musique : Tristan Vuillet
- Montage : Anne-Laure Guégan
- Société de production : CTB
- Pays de production :  France,  Belgique,  Russie,  Espagne
- Durée : 90 minutes
- Dates de sortie: 
  - Allemagne : 14 février 2004 (Berlinale 2004)
  - Belgique : 24 mars 2004
  - France: 21 juillet 2004

## Distribution
- Carmen Maura : Abuelita
- Jacques Gamblin : Miguel
- Ingeborga Dapkūnaitė : Sonia
- Raphaëlle Molinier : Laura
- Pedro Romero : Juan
- Lubna Azabal : Loubna
- Valérie Lemaître : Estelle
- Aleksandr Medvedev : Evgenij
- Josse De Pauw : Heimleter
- Laurence Vielle : Madame Violaine
- Patrick Massieu : Géant
- Marie-Luce Bonfanti : La patronne du café
- David Geclowicz : Dries
- Stéphane De Groodt : l'inspecteur du travail

## Distinctions
- Berlinale 2004 : sélection officielle en compétition[1]
- Stéphane Vuillet prix du public au Würzburg International Filmweekend[1]
- Prix du public au Cinemania Film Festival[1]

## Critiques
Pour Télérama, le film est « un road-movie un peu bancal, encombré d'artifices météorologiques inutiles (cf. le titre) mais assez habile dans la caractérologie ». Pour L'Express, « Le charme des acteurs, Jacques Gamblin en tête, ne compense pas la faiblesse de l'histoire ».